# Comporta
Comporta is een plaats (freguesia) in de Portugese gemeente Alcácer do Sal en telt 1 348 inwoners (2001).